# Aotus brumbacki
L'aoto di Brumbach o scimmia notturna di Brumbach (Aotus brumbacki) è un primate platirrino della famiglia degli Aotidi.
Veniva fino a poco tempo fa considerato una sottospecie di Aotus lemurinus (A. lemurinus brumbacki).

## Distribuzione
Questo animale è diffuso nell'area che va dalla Colombia orientale alla Guyana, dove abita le foreste rade.

## Descrizione

### Dimensioni
Misura circa 80 cm di lunghezza, con la coda lunga una volta e mezza il corpo (50 cm).

### Aspetto
Il mantello è grigiastro sul dorso, coi lati del collo che tendono al giallastro, così come la gola e la gola. A differenza delle altre specie del medesimo gruppo, in questi animali è presente una cresta interscapolare.

Le zampe posteriori sono leggermente più lunghe di quelle anteriori, il che aiuta questi animali nel salto. Similmente ai lemuri ed ai tarsi, presenta sull'anulare di ciascun piede un artiglio per il grooming.

Come i tarsi, pur essendo una specie notturna manca del tapetum lucidum tipico degli animali notturni (ad esempio, i lemuri ne sono provvisti): sopperisce a questa mancanza con le grandi dimensioni degli occhi.

## Biologia
Come tutte le specie congeneri, si tratta di animali esclusivamente notturni. Entrano in attività soprattutto quando la luna è alta nel cielo, poiché si orientano principalmente con la vista: visto che percorrono sempre gli stessi tragitti, è probabile che memorizzino un percorso quando la luna è particolarmente luminosa, per poi percorrere esclusivamente quello.

Vive in coppie od in piccoli gruppi familiari formati da una coppia coi propri cuccioli e subadulti, che si mantengono in contatto con tutta una serie di richiami.

### Alimentazione
Questi animali hanno una dieta prevalentemente frugivora, ma non disdegnano nutrirsi anche di altri materiali vegetali (foglie, germogli) ed anche di insetti. Le loro abitudini notturne abbattono la probabilità di entrare in competizione con altre specie frugivore e permettono loro di trovare insetti di taglia maggiore.

### Riproduzione
Durante il corteggiamento viene utilizzata la tecnica del lavaggio con urina, in maniera simile ai galagoni (che però utilizzano tale metodo per delimitare il territorio): il maschio cosparge d'urina le palme delle mani ed in seguito percorre determinati sentieri, così da cospargerli del proprio odore.

Il maschio corteggia la femmina utilizzando versi assai simili a quelli del cucciolo che cerca la poppata: in seguito i due sessi si annusano a lungo, per poi accoppiarsi nel giro di pochi secondi.

AL termine della gestazione nasce un unico cucciolo, che viene accudito esclusivamente dal maschio e dato alla madre solo per la poppata.